# Francheville, Orne
Francheville là một [[xã của Pháp|xã]] ở tổngMortrée thuộc tỉnh Orne trong vùng Normandie tây bắc nước Pháp. Xã này nằm ở khu vực có độ cao trung bình 217 mét trên mực nước biển.
Dân số năm 2006 là 124 người.